# Ewee
 (juillet 2021).
Si vous disposez d'ouvrages ou d'articles de référence ou si vous connaissez des sites web de qualité traitant du thème abordé ici, merci de compléter l'article en donnant les références utiles à sa vérifiabilité et en les liant à la section « Notes et références ».
L'Ewee-PT (Personnal Transporter) transporteur personnel est un gyropode (véhicule électrique monoplace), constitué d’une plateforme munie de deux roues sur laquelle l’utilisateur se tient debout, d’un système de stabilisation gyroscopique et d’un manche de maintien et de conduite.
L'Ewee a été mis au point par Christof Krohne en 2010, en Allemagne.

## Pilotage
Le pilotage d'un Ewee s'effectue à l'aide de l'inclinaison du corps, si l'utilisateur se penche en avant, l'ewee avance et accélère proportionnellement, pour s'arrêter il faut revenir à une position centrale d'équilibre, la marche arrière s'effectue sur le même modèle en inversant la direction d'inclinaison du corps.
Les virages s'effectuent à l'aide du contrôleur analogique se situant à droite du manche juste au-dessous de la poignée.

## Caractéristiques techniques

### Stabilisation
L'Ewee conserve l'équilibre grâce au système de stabilisation dynamique SFS (Straight Forward Stabilization) stabilisation marche avant constitué d'un accéléromètre, d'un gyroscope et d'un processeur ATMEL responsable de 100 lectures de position par seconde. 

### Vitesse
L'Ewee se déplace à une vitesse pouvant fluctuer entre 0 et 16 km/h. Une limitation automatique à 6 km/h se met en place lorsque la batterie passe en dessous de 20 % du niveau de charge maximum.

### Autonomie
L'Ewee dispose de 3 batteries de 12 V AGM (plomb/gel) de 6 Ah pour une tension total de 36 V qui lui confère une autonomie approximative de 8 km. La charge est assurée par un chargeur de 36 V sous 1 A et s'effectue en 3 h.